# Pedicularis plicata
Pedicularis plicata är en snyltrotsväxtart. Pedicularis plicata ingår i släktet spiror, och familjen snyltrotsväxter.

## Underarter
Arten delas in i följande underarter:
- P. p. apiculata
- P. p. luteola
- P. p. plicata